# Choerophryne variegata
Choerophryne variegata é uma espécie de anura da família Microhylidae.
É endémica da Nova Guiné Ocidental na Indonésia.